# Bananfluer
Bananfluer (Drosophila) er små aflange, tovingede insekter i eddikefluefamilien, som lever af fordærvet frugt. De kan lægge op til flere hundrede æg om dagen.
| Biologi | Spire Denne artikel om biologi er en spire som bør udbygges. Du er velkommen til at hjælpe Wikipedia ved at udvide den. |